# Alexander Dubček
Alexander Dubček (AFI: [ˈaleksander ˈdupt͡ʃek]; Uhrovec, 27 novembre 1921 – Praga, 7 novembre 1992) è stato un politico cecoslovacco.

## Biografia

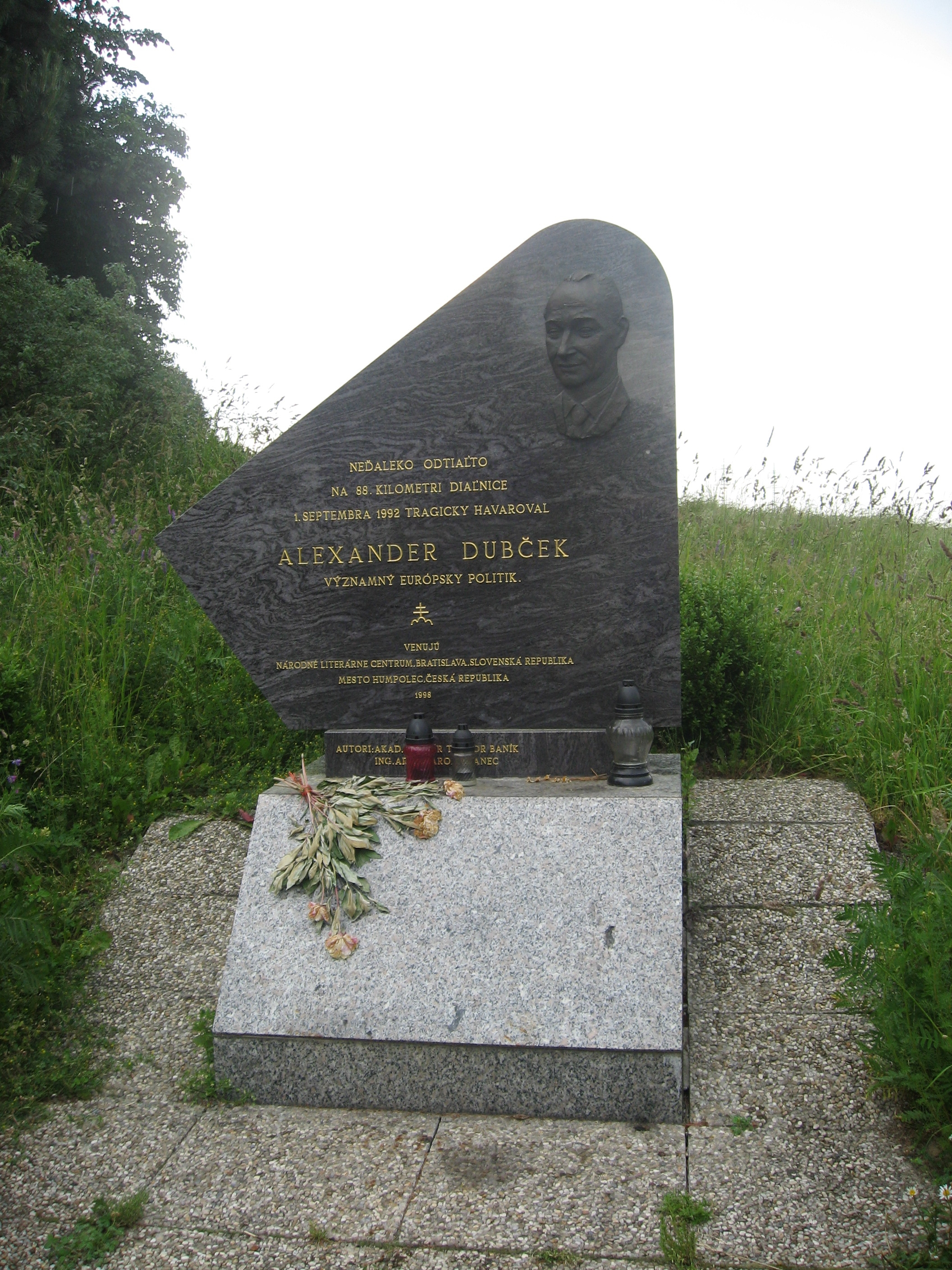
Lapide ad Alexander Dubček, vicino a dove avvenne l'incidente mortale

Nato a Uhrovec, in Slovacchia, nella stessa casa in cui nacque il poeta Ľudovít Štúr, da genitori che erano emigrati negli Stati Uniti d'America e tornati in Cecoslovacchia all'inizio del 1921, all'età di quattro anni si trasferì con tutta la sua famiglia in Unione Sovietica. Qui, accompagnando il padre nella regione del Kazakistan, fu testimone della tragedia provocata dalla campagna staliniana di «denomadizzazione» contro i kazachi, di cui ricorda in particolare le «scene terribili» degli esodi di massa della popolazione affamata e in fuga. Rientrato poi in Cecoslovacchia nel 1939, lavorò come operaio e aderì al movimento comunista clandestino, prendendo parte alla resistenza antinazista e all'insurrezione slovacca nel 1944. Nel 1951 diventò deputato dell'Assemblea nazionale e nel 1963 segretario del Partito Comunista Slovacco (che con quello di Boemia e Moravia formava il Partito Comunista di Cecoslovacchia, PCC).
Convinto della necessità di abbandonare il modello sovietico, Dubček riunì intorno a sé un folto gruppo di politici e intellettuali riformatori, diventando il maggiore interprete di una linea antiautoritaria – definita "socialismo dal volto umano" – e di una feconda stagione politica: la Primavera di Praga. Il 5 gennaio 1968 venne eletto segretario generale del PCC al posto di Antonín Novotný, leader della componente più legata al Partito Comunista Sovietico (PCUS), dando avvio al cosiddetto "nuovo corso", una strategia politica volta a introdurre elementi di democrazia in tutti i settori della società, fermo restando il ruolo dominante del partito unico.
Il consenso popolare ottenuto dall'azione riformatrice di Dubček suscitò ben presto la reazione di Mosca e degli altri regimi comunisti est-europei, che, infine, si risolsero a porre fine all'eterodossa esperienza praghese ordinando, nell'agosto del 1968, l'intervento delle truppe del Patto di Varsavia. In conseguenza dell'intervento, egli fu arrestato dalle forze speciali al seguito delle truppe d'occupazione sovietica e trasportato assieme ai suoi principali collaboratori e ai più eminenti rappresentanti del nuovo corso a Mosca, dove fu costretto a siglare un protocollo d'intesa con il Cremlino che vincolava il suo ritorno alla guida del Partito con la normalizzazione della situazione politica nel paese. Nonostante questo, l'opposizione popolare al regime d'occupazione consentì a Dubček di mantenere una certa autonomia dal Cremlino, tanto che, in seguito ai suoi tentennamenti di fronte alle proteste anti-sovietiche della primavera successiva, egli venne rimosso dal suo incarico e inviato come ambasciatore in Turchia (1969-1970) e, infine, venne espulso dal PCC nel 1970. Quell'anno tornò in Slovacchia, dove trovò impiego come manovale in un'azienda forestale.
Tornò alla vita pubblica nel 1988, quando il regime gli concesse di viaggiare in Italia per ricevere una laurea honoris causa a Bologna; nella stessa occasione rilasciò anche un'intervista a L'Unità, dopo anni di silenzio, in cui ribadì le sue idee relative al rinnovamento e alla liberalizzazione della politica. Nello stesso anno le Comunità europee gli assegnarono il Premio Sakharov per la libertà di pensiero.
Acclamato durante la "rivoluzione di velluto", dopo la caduta del regime comunista Dubček fu riabilitato ed eletto presidente del Parlamento federale cecoslovacco. In questa veste si batté, come il capo di Stato ceco Václav Havel, contro la divisione della Cecoslovacchia e compì l'ultimo suo atto politico rifiutandosi di firmare la legge di "lustrazione" (legge 451/1991) sull'epurazione, rivolta indifferentemente a tutte le persone compromesse con il precedente regime, nel timore che essa avrebbe creato nel paese un pericoloso clima di vendetta e colpito l'ala dissidente del Partito comunista repressa dopo il 1968, che recentemente si era riorganizzata nella formazione politica Obroda (Rinascita).
Morì poco tempo dopo, il 7 novembre 1992, per le ferite riportate in un incidente autostradale avvenuto il 1º settembre nei pressi di Humpolec. È sepolto al cimitero di Slávičie údolie a Bratislava, capitale della Slovacchia.